# Placopterus
Placopterus là một chi bọ cánh cứng trong họ Cleridae. Có ít nhất bốn loài được ghi nhận thuộc chi Placopterus.

## Các loài
- Placopterus cyanipennis (Klug, 1842)
- Placopterus haagi (Chevrolat, 1876)
- Placopterus subcostatus (Schaeffer, 1917)
- Placopterus thoracicus (Olivier, 1795)